# 一般参賀

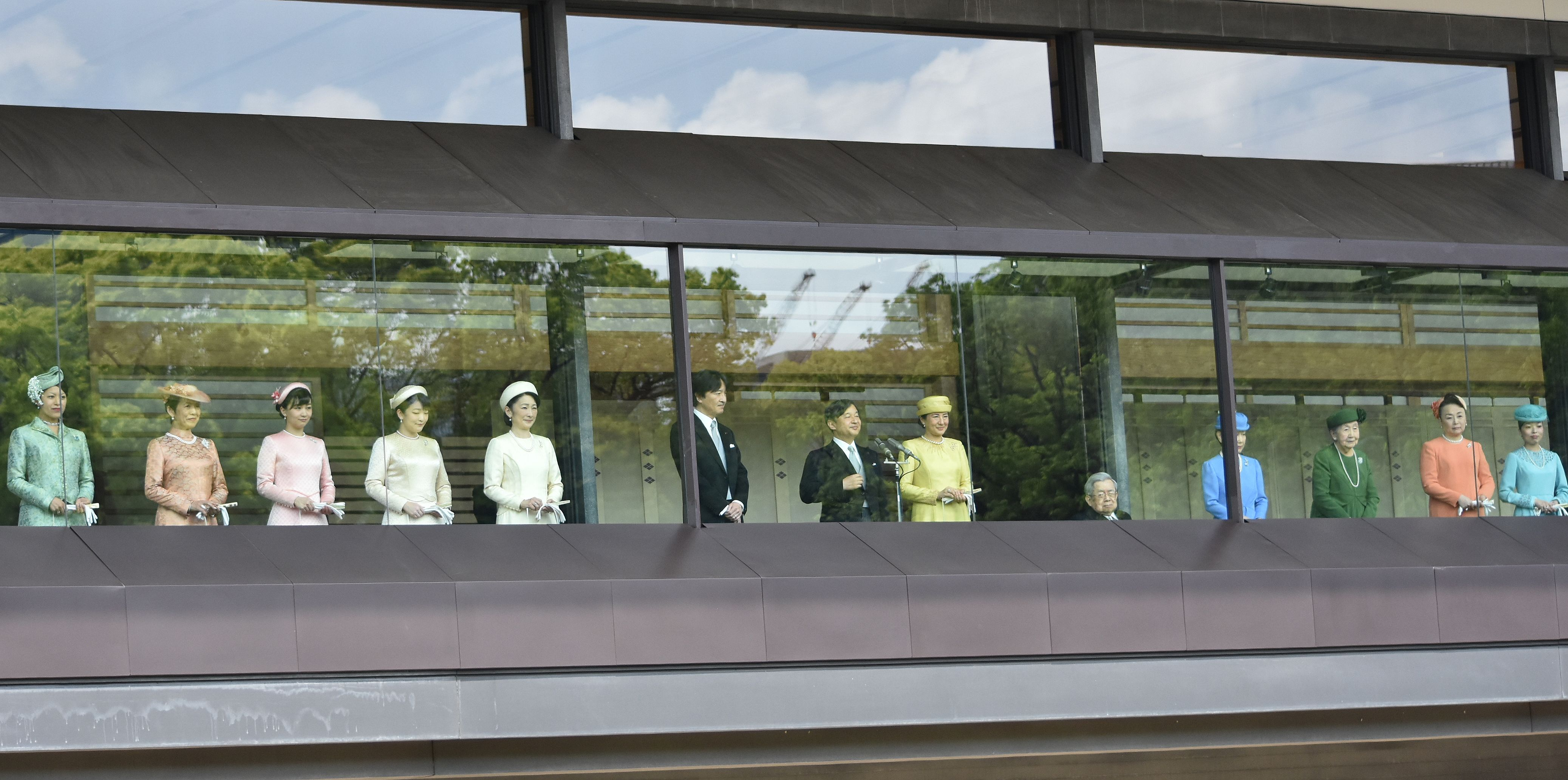
令和初の一般参賀。このときは天皇の即位を祝う参賀であった（2019年5月4日 撮影）

一般参賀（いっぱんさんが、英語：Visit of the General Public to the Palace）は、1948年（昭和23年）から開催されている皇室行事。この行事は、一般人が皇居に参入し皇室に向けて祝賀の意を表する事が出来る唯一の機会である。毎年1月2日と天皇誕生日に行われているほか、天皇の即位後にも行われている。

## 概要
皇居に参内した国民に天皇が「おことば」を述べる形式で行われる。
- 当日、国民は皇居前広場で整列して皇宮警察および警視庁の誘導に従って正門から参入[3]、中門を通り長和殿前の東庭に進む。
- 長和殿のベランダに天皇および皇族が出御し、天皇が「おことば」を述べる。
- 国民は宮内庁庁舎前を通り、坂下門より退下する。

当初は宮内庁庁舎屋上から昭和天皇が一人で民衆に対し手を振るというものであったが、1969年（昭和44年）の昭和天皇に対しパチンコを撃った昭和天皇パチンコ狙撃事件などの経緯から、現在はガラス越しに「おことば」を述べる形式になった。

## 参賀

### 新年一般参賀
新年を祝うために行われる。

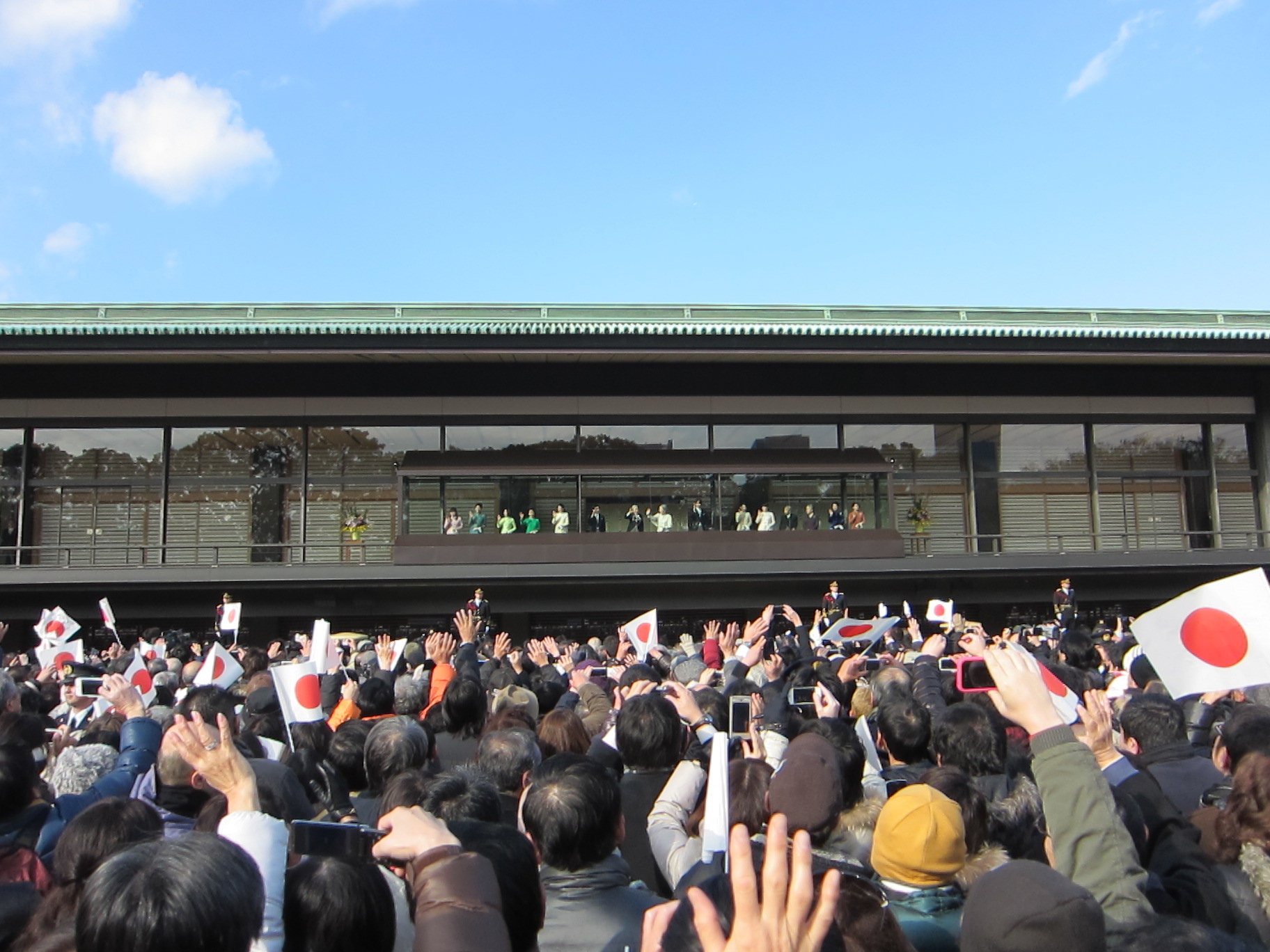
2012年（平成24年）新年一般参賀 第1回目

元日には四方拝を始めとする各皇室行事があるため1月2日に開催される。参加者を入れ替えて5回行われ、天皇・内廷皇族と秋篠宮家は5回、それ以外の皇族は3回、ないし1回臨席するのが通例である（平成時点）。1回目はNHK総合テレビで生中継されるのが慣例である。令和からは、上皇・上皇后は午前中の3回のみ出御する。
2019年（平成31年）の新年一般参賀は同年5月の皇位継承を前にして平成期最後の一般参賀であった。史上最多の15万人超が集まったため、通年の5回を天皇・皇后の意向で急遽7回に増やした。
2020年（令和2年）に発生した新型コロナウィルスのため、2021年（令和3年）と2022年（令和4年）は中止、2023年（令和5年）は事前申込制により一般参賀が再開された。2024年（令和6年）はコロナ後初めて入場制限なしで行われる予定となっていたが、前日の1月1日夕方に発生した令和6年能登半島地震の影響を考慮し、新年一般参賀としては史上初の自然災害を理由とする中止が発表された。

### 天皇誕生日一般参賀
天皇の誕生日を祝うために行われる。平成年間では、天皇・内廷皇族と秋篠宮家の、いずれも成年皇族が出御した。3回行われる。上皇・上皇后は出御しない。

### その他の一般参賀
皇位継承が行われたときにも、一般参賀が行われる。
平成の皇位継承の際には、昭和天皇の喪が明け、即位礼正殿の儀が終了した後の1990年（平成2年）11月18日に行われ、天皇・皇族は8回出御した。
令和の際には崩御を伴わない皇位継承であったことから、天皇が即位した2019年（令和元年）5月1日から3日後の4日に行われ、天皇・皇族は7回出御した。なお、この時譲位により上皇となった明仁と上皇后となった美智子は出御しなかった。

## 備考

### 中止
これまで、一般参賀は10回中止になっている。
- 1989年（昭和64年・平成元年）
  - 1月2日（新年） - 昭和天皇が重体のため（同年1月7日、崩御）。
  - 12月23日（天皇誕生日） - 昭和天皇の諒闇中のため。
- 1990年（平成2年）1月2日（新年） - 昭和天皇の諒闇中のため。
- 1996年（平成8年）12月23日（天皇誕生日） - 当時の天皇（現：上皇）の誕生日の一般参賀。在ペルー日本大使公邸占拠事件のため[10]。
- 2020年（令和2年）2月23日（天皇誕生日） - 新型コロナウイルス感染症（COVID-19）の流行のため[11]。
- 2021年（令和3年）
  - 1月2日（新年） - 新型コロナウイルス感染症（COVID-19）の流行のため[12]。代替として宮内庁公式ホームページに於いて今上天皇並びに皇后雅子の新年ビデオメッセージを制作・配信[13][14]。マスコミ各社のYouTube公式チャンネルやニコニコ動画（ニコニコニュース）でも配信された。
  - 2月23日（天皇誕生日） - 新型コロナウイルス感染症（COVID-19）の流行のため[15]。
- 2022年（令和4年）
  - 1月2日（新年） - 新型コロナウイルス感染症（COVID-19）の流行のため。前年に引き続き、宮内庁公式ホームページに於いて今上天皇並びに皇后雅子の新年ビデオメッセージを制作・配信。
  - 2月23日（天皇誕生日） -   新型コロナウイルス感染症（COVID-19）の流行のため。
- 2024年（令和6年）1月2日（新年）[7] - 前日に発生した令和6年能登半島地震を考慮したため。自然災害発生による一般参賀の取りやめは極めて異例[16][17][8]。

### 事故
- 1954年（昭和29年）1月2日 - 38万人もの参賀者が殺到したことによって二重橋で混乱が発生し、16人の死者を出した二重橋事件が発生している[18]。